# DIN 41612
La norma DIN 41612, definisce la costruzione di connettori elettrici multipolari per circuito stampato a bassa tensione. Tale norma è stata recepita nel febbraio 1999 come Norma Europea EN 60603-2 e anche IEC 60603-2.
Questa classe di connettori presenta 13 diverse forme base, e altre specifiche di singoli costruttori. Vengono impiegati nello standard 19" Rack secondo norma DIN 41494, per il collegamento tra schede tipo Eurocard, e una scheda madre, backplane.
Il numero di poli di un singolo connettore parte da 20 a 160. Vengono utilizzati Bus, Europe Card Bus o VMEbus.
Il connettore maschio/femmina può essere saldato con brasatura o fissato al circuito stampato anche con inserzione a pressione.

## Descrizione
La norma prevede queste tre famiglie:
Forma B e C
2 serie (B) o (C) 3 serie di contatti da 20 a 160 poli con massima corrente di 2 A per pin a 20 °C (1,6 A a 70 °C o 1,0 A a 100 °C). Esempio di utilizzo sono i bus EDV.
Il tipo C64 sono una serie a e c con 32 contatti. La C96 presenta una serie di contatti di mezzo b con in totale 96 contatti.
Forma D e E
2 serie (D) o (E) 3 serie fino 48 poli con corrente massima di 6 A a polo a 20 °C, Usati in ambito telecomunicazioni e usati con tecnica wire wrap.
Forma H
2 serie con 11 (H11) o 15 (H15) poli e 15 A per pin a 20 °C. Vengono impiegati nelle sezioni alimentatore elettrico nei rack fino a 3 kV.

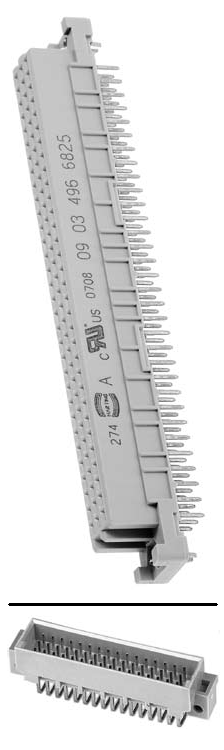
DIN 41612 femmina tipo C, della Harting
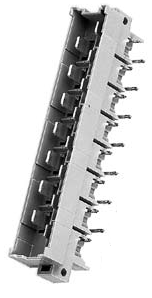
Maschio tipo H
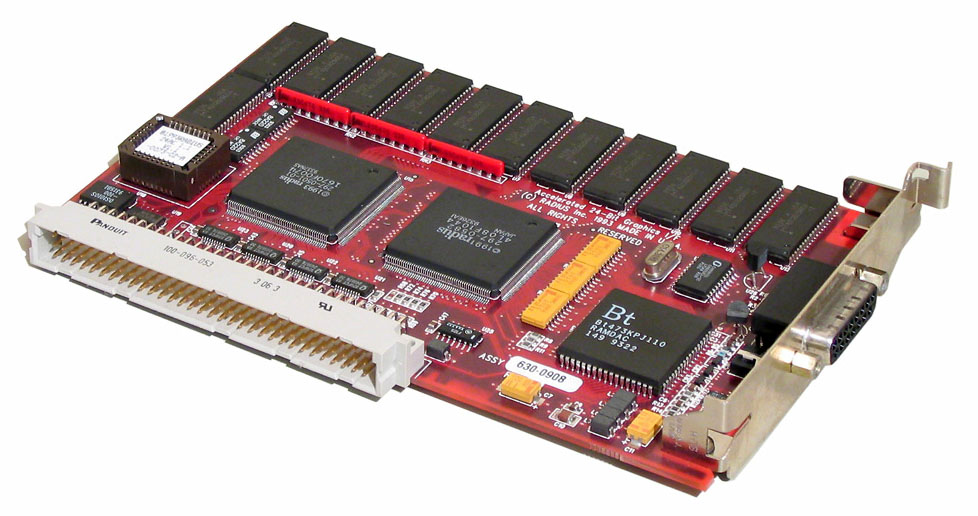
NuBus scheda grafica con connettore maschio a 90° 3×32 DIN 41612 della Panduit